# Marquesado de Manzanedo
El marquesado de Mazanedo es un título nobiliario español, creado el 24 de febrero de 1864, por la reina Isabel II, para Juan Manuel de Manzanedo y González de la Teja. El 10 de mayo de 1875, el rey Alfonso XII, le concedió el título de I duque de Santoña.

## Denominación
La denominación de la dignidad nobiliaria refiere al apellido paterno, por lo que fue universalmente conocido la persona en la que en su memoria se instituye dicha merced nobiliaria.

## Marqueses de Manzanedo
|                        | Titular                                 | Periodo                |
| Creación por Isabel II | Creación por Isabel II                  | Creación por Isabel II |
| ---------------------- | --------------------------------------- | ---------------------- |
| I                      | Juan de Manzanedo y González de la Teja | 1864-1882              |
| II                     | Josefa de Manzanedo e Intentas          | 1883-1925              |
| III                    | Juan Manuel Mitjans y Manzanedo         | 1926-1927              |
| IV                     | José Mijans y Murrieta                  | 1927-1969              |
| V                      | Juan Manuel Mitjans y Domecq            | 1969-2004              |
| VI                     | Juan Manuel Mitjans y Basa              | 2004-actual titular    |

## Historia de los marqueses de Manzanedo

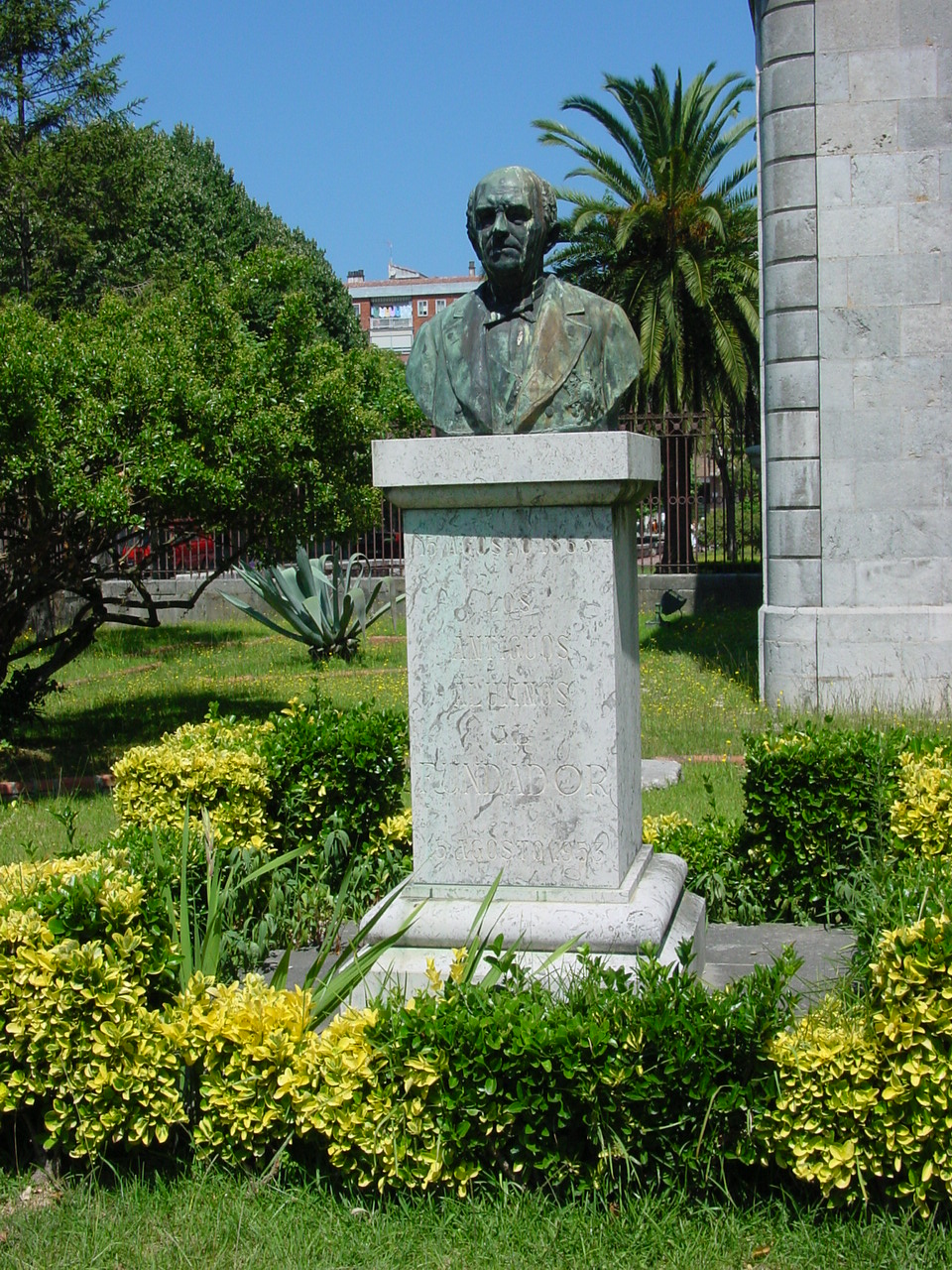
Busto del I marqués de Manzanedo, I duque de Santoña, en Santoña, en la provincia de Cantabria.

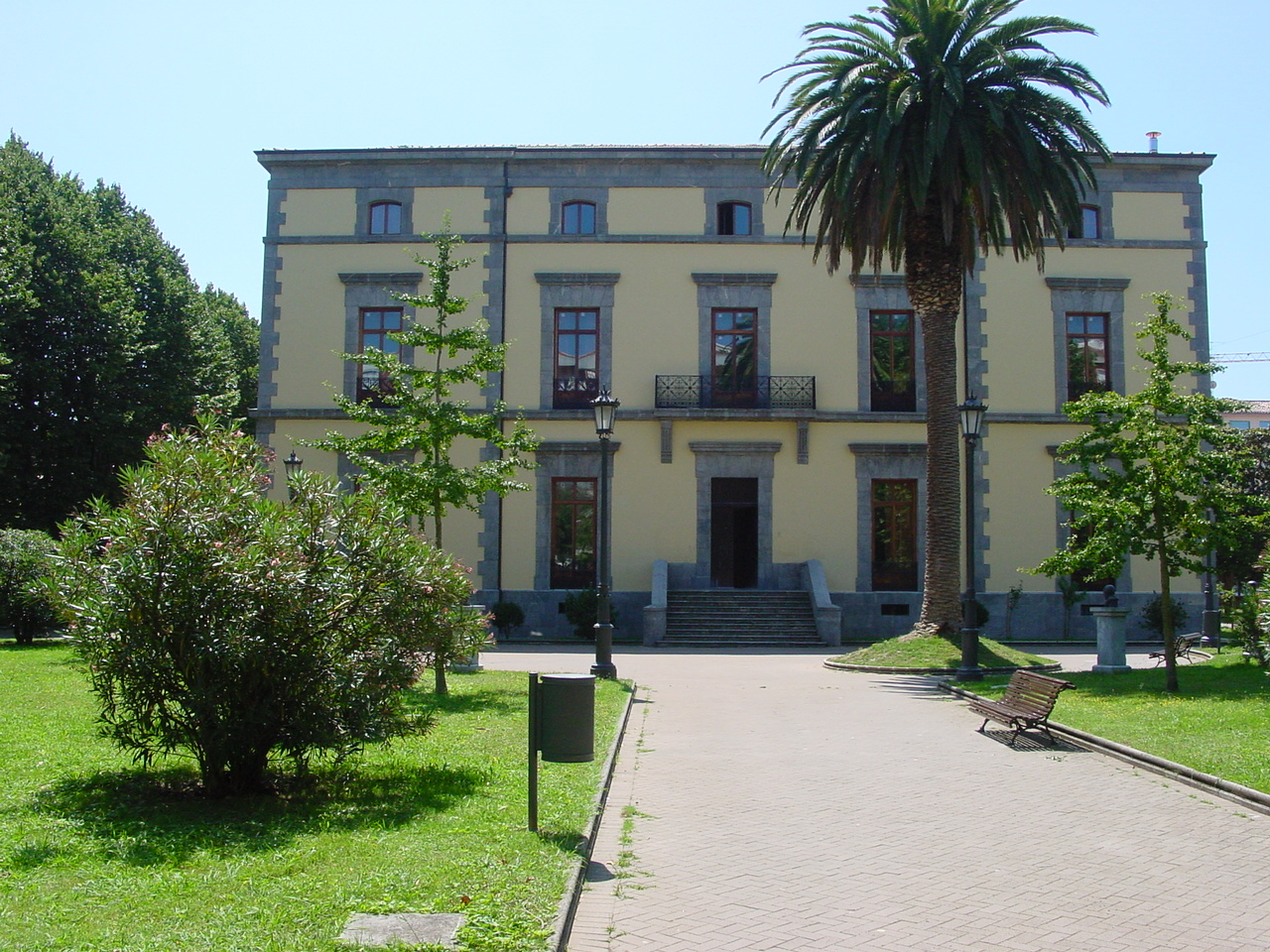
Palacio de Manzanedo, en Santoña, en la provincia de Cantabria.

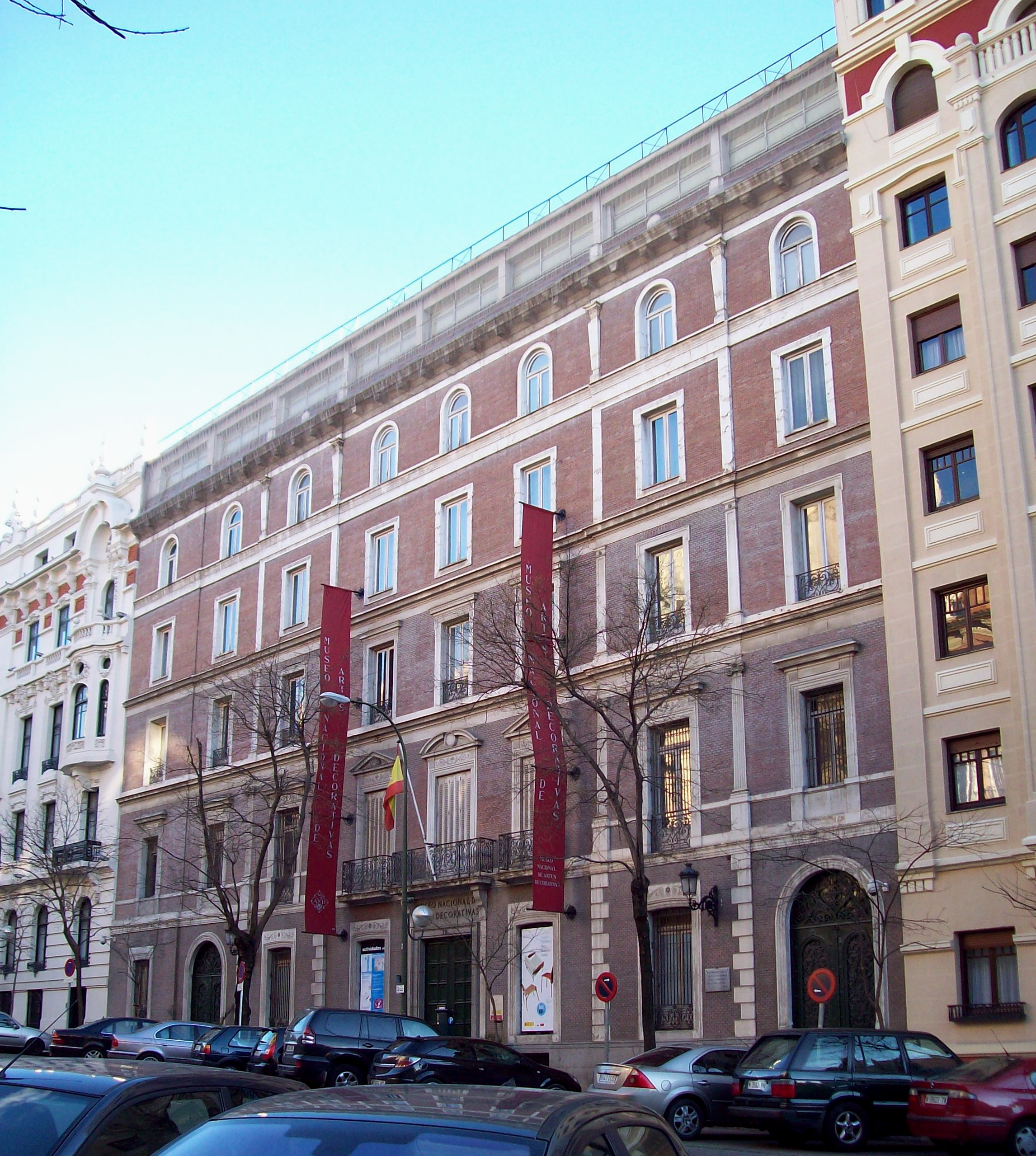
Casa-palacio de la duquesa de Santoña,, C/Montalbán, 12 (Madrid). Desde 1932 Museo Nacional de Artes Decorativas. Declarado patrimonio histórico-artístico en 1962.

- Juan Manuel de Manzanedo y González de la Teja (calle de la Dársena, Santoña, ca. 8 de marzo de 1803–id. 19 de agosto de 1882), I duque de Santoña, I marqués de Manzanedo. De familia hidalga pero muy pobre y humilde, emigró a La Habana, Cuba, donde se dedicó al comercio, logrando amasar una inmensa fortuna, buena parte de ella se debió a la trata de esclavos y a la producción de azúcar, con una gran fortuna obtenida mediante actividades financieras. De regreso a España, se instaló, primero en Cádiz, y posteriormente en Madrid, donde se dedicó a las inversiones financieras, principalmente en bancos y en el incipiente ferrocarril. Sería uno de los fundadores de los Círculos Hispano-Ultramarinos, opuestos a las reformas que los gobiernos del Sexenio Revolucionario (1868-1874) trataron de impulsar en Cuba, particularmente en el campo de la esclavitud.[1]

1. A la avanzada edad de 70 años se siente solo en La Habana, ya que su hija residía en París con su esposo e hijos, y conoce a una dama, la filántropa motrileña María del Carmen Hernández y Espinosa de los Monteros, con la que se casa civil y religiosamente en 1873, con quien no tuvo descendientes. Con su esposa traslada su residencia a España, primero a Cádiz y luego a Madrid, donde adquiere, como regalo de bodas para su esposa, en la calle del Príncipe, el palacio de los Goyeneche, marqueses de Ugena, al que reforma y redecora, convirtiéndolo en uno de los más suntuosos del Madrid de la época, renacentista en el exterior y barroco en su interiorpalacio que fue vendido por la II marquesa de Manzanedo, al político José Canalejas Méndez. No obstante, en su juventud en La Habana, había conocido y mantenido relaciones con Luisa Intentas Senra, con la que no llegó a casarse, a pesar de haber tenido con ella una hija natural, llamada Josefa de Manzanedo e Intentes (1839-1925), que fue legitimada por rescripto regio por la reina Isabel II en 1857, y por tanto la II marquesa de Manzanedo fue su hija, pero no fue la II duquesa de Santoña, ya que por expreso deseo testamentario de Juan Manuel, el II duque de Santoña lo fue el hijo de esta y de su esposo Francisco de Paula Mitjans y Colinó, hijo del socio del I marqués de Cubas, su nieto materno. Al morir el duque, su hija, heredera de la mayor parte de la inmensa fortuna de su padre, tasada en más de 2000 millones de reales de la época, entabla una larga batalla judicial en la que consigue despojar a su madrastra de los bienes que había recibido, incluido el palacio, con lo que la duquesa viuda queda en la más absoluta indigencia, acogida a la caridad hasta su muerte, el 14 de octubre de 1894:

- Josefa de Manzanedo e Intentas, II marquesa de Manzanedo.

1. Casó con Francisco de Paula Mitjans y Colinó, hijo del socio del I marqués de Cubas. En el título ducal, Josefa, no le sucedió a su padre, ya que por expreso deseo de éste, el título pasó directamente a su nieto materno Juan Manuel Mitjans y Manzanedo. En el marquesado le sucedió su hijo:

- Juan Manuel Mitjans y Manzanedo (1865-1929), II duque de Santoña, III marqués de Manzanedo.

1. Casó en primeras nupcias con Clara Murrieta Bellido, hija única del acaudalado José Murrieta y del Campo, I marqués de Santurce, y de su esposa Jesusa Bellido. Su primera esposa, Clara Murrieta, falleció joven. Casó en segundas nupcias en 1906 con María de la Soledad "Sol" Fitz-James Stuart y Falcó, condesa de Teba, más tarde también condesa de Baños, hija de los XVI duques de Alba de Tormes. El primogénito del primer matrimonio, Juan Manuel Mitjans y Murrieta, le sucedió como III duque de Santoña, II marqués de Santurce, II conde del Rincón (por sucesión a su tía paterna carnal María Mitjans y Manzanedo, I condesa del Rincón). El segundo hijo, José Mitjans y Murrieta, sucedió como IV marqués de Mazanedo. Los otros dos hijos, habidos de su segunda esposa, fueron: Carlos Alfonso Mitjans y Fitz-James Stuart, conde de Teba, conde de Baños, y Jaime Mitjans y Fitz-James Stuart, marqués de Ardales. Le sucedió su hijo secundogenito del primer matrimonio:

- José Mitjans y Murrieta (1891-), IV marqués de Manzanedo.

1. Casó con Paloma Falcó Escandón, X marquesa de Castel-Moncayo, VI condesa de Villanueva de las Achas, sin descendientes. Le sucedió el hijo de su sobrino paterno Juan Manuel Mitjans y López de Carrizosa (1917-1967), IV duque de Santoña, III marqués de Santurce, y de su esposa María del Consuelo Domecq y González (1919-1995), por tanto su sobrino nieto paterno:

- Juan Manuel Mitjans y Domecq (Jerez de la Frontera, 1951-), IV duque de Santoña, V marqués de Manzanedo, IV marqués de Santurce, IV conde del Rincón (por sucesión de su tía María del Carmen Mitjans y López de Carrizosa, III condesa del Rincón).

Casó con María Cristina Basa Ybarra. Los actuales marqueses de Manzanedo tienen dos hijos, Juan Manuel Mitjans y Basa, VI marqués de Manzanedo, por cesión paterna del 26 de abril de 2004, y Álvaro Jaime Mitjans y Basa, V marqués de Santurce, por cesión paterna del 26 de abril de 2004. Le sucedió, por cesión paterna, el 26 de abril de 2004, su hijo:
- Juan Manuel Mitjans y Basa, VI marqués de Manzanedo (por cesión paterna del 26 de abril de 2004).